# Orphnus simonii
Orphnus simonii är en skalbaggsart som beskrevs av Rudolph Petrovitz 1971. Orphnus simonii ingår i släktet Orphnus och familjen Orphnidae. Inga underarter finns listade i Catalogue of Life.